# Зима, Олег Валентинович
Оле́г Валенти́нович Зима́ (род. 11 сентября 1965 года) — российский актёр. Заслуженный артист Российской Федерации (2019).

## Биография
Олег Зима родился 11 сентября 1965 года.
В 1993 году окончил РАТИ-ГИТИС (мастер курса — Алексей Бородин)
С 1993 года работает в Российском академическом Молодёжном Театре.

## Творчество

### Театр

#### Современник
- «Хорошенькая». Режиссёр: Е. Половцева - помещик Крамер

#### Квартет И
- «День выборов» — Батюшка

#### Независимый театральный проект
- 2005 — «Жестокие танцы»[2] Танцевальный марафон по мотивам романа Хораса Маккоя «Загнанных лошадей пристреливают, не правда ли?» — Джеймс

#### РАМТ
- «Баня» В. Маяковского — Понт Кич (спектакль снят с репертуара)
- «Капитанская дочка» А. Пушкина. Режиссёр: Алексей Бородин — Максимыч, Хлопуша, Швабрин (спектакль снят с репертуара)
- «Наш городок» Т. Уайлдера — Доктор Гиббс (спектакль снят с репертуара)
- «Неточка Незванова» Ф. Достоевского — Князь (спектакль снят с репертуара)
- «Беда от нежного сердца» Ф. Сологуба — Александр (спектакль снят с репертуара)
- 1989 — «Приключения Тома Сойера» М. Твена. Режиссёр: Д. Крэнни — Индеец Джо
- 1999 — «Незнайка-путешественник» Н. Носова. Режиссёр: А. Блохин — Ворчун (спектакль снят с репертуара)
- 2001 — «Принц и нищий» М. Твена. Режиссёр: Николай Крутиков — Гуго, Лорд Сент-Джон
- 2001 — «Лоренцаччо» Альфреда Де Мюссе. Режиссёр:Алексей Бородин — Глашатай (спектакль снят с репертуара)
- 2002 — «Эраст Фандорин» Б. Акунина. Режиссёр: Алексей Бородин — Эверт-Колокольцев
- 2003 — «Таня» А. Арбузова. Режиссёр: Александр Пономарёв — Башняк, Фурманов, 2-й гость (спектакль снят с репертуара)
- 2004 — «Волшебник Изумрудного города» А. Волкова. Режиссёры: Алексей Блохин, Алексей Весёлкин — Трусливый лев (спектакль снят с репертуара)
- 2005 — «Чисто английское привидение» О. Уайльда. Режиссёр: Александр Назаров — Преподобный Огюстус Дампир
- 2005 — «Инь и Ян. Белая версия» Б.Акунина. Режиссёр:  Алексей Бородин —   Станислав Борецкий
- 2005 — «Инь и Ян. Чёрная версия» Б.Акунина. Режиссёр: Алексей Бородин —  Станислав Борецкий
- 2008 — «Платонов. III акт» по пьесе А. П. Чехова «Безотцовщина». Режиссёр: Александр Доронин — Осип, конокрад (спектакль снят с репертуара)
- 2008 — «Красное и Черное» Стендаля. Режиссёр: Юрий Ерёмин — Вольен, кучер (спектакль снят с репертуара)
- 2009 — «Под давлением. 1-3». Режиссёр: Егор Перегудов — Генрих (спектакль снят с репертуара)
- 2009 — «Приглашение на казнь» В. Набокова. Режиссёр: Павел Сафонов — Библиотекарь (спектакль снят с репертуара)
- 2009 — «Почти взаправду» по Теллегену. Режиссёр: Екатерина Половцева —  Шмель, Морж, Крот (спектакль снят с репертуара)
- 2010 — «Волшебное кольцо» по Б. Щергину. Режиссёр: Александр Хухлин — Царица, Змеиный папа
- 2010 — «Думайте о нас» Е. Клюева. Режиссёр: Владимир Богатырёв — Иван Петрович (спектакль снят с репертуара)
- 2010 — «Чехов-GALA» по одноактным пьесам А. П. Чехова. Режиссёр:Алексей Бородин — Лука
- 2015 — «Северная одиссея» по киносценарию П.Луцика, А.Саморядова. Режиссёр: Екатерина Гранитова — Филипп Ильич Махотин
- 2018 — «Дом с башенкой» по рассказу Фридриха Горенштейна. Режиссер: Екатерина Половцева — Инвалид; Халат; Шинель
- 2019 — «Станционный смотритель» по «Повестям Белкина» Александра Пушкина. Режиссер: Михаил Станкевич — Самсон Вырин
- 2019 — «Манюня» по одноимённому произведению Наринэ Абгарян. Режиссер: Рузанна Мовсесян — Серго Михайлович, Дядя Сурен

### Фильмография
- 1981 — История одной любви — эпизод
- 1991 — Сон с продолжением — эпизод
- 1993 — Мелочи жизни — Крок, подручный Иннокентия
- 1994 — Серп и молот —
- 1999 — Простые истины — эпизод
- 1999 — Наш городок (фильм-спектакль) — доктор Гиббс
- 2002 —  Марш Турецкого 2 — водитель Барсукова
- 2002 — Русские амазонки — эпизод
- 2003 — Антикиллер 2 — эпизод
- 2004 — Ландыш серебристый 2 — мужчина в кафе
- 2004 — Наваждение — прокурор Попов
- 2004 — Кулагин и партнёры — эпизод
- 2004 — Сыщики 3 — инспектор ГИБДД
- 2004 — Странствия и невероятные приключения одной любви — Фёдор, частный детектив
- 2006 — Громовы — полковник
- 2005 — Побег — проводник поезда
- 2006 — Детективы — эпизод
- 2006 — Телохранитель — Игорь Викторович Козырев
- 2007 — Закон и порядок. Преступный умысел — Халецкий
- 2008 — Моя прекрасная няня —
- 2008 — Украсть у — Клименко
- 2009 — Адмиралъ (сериал) — полковник армии Каппеля
- 2009 — Две сестры 2 — эпизод
- 2009 — Телохранитель 2 — Иван Викторович Козырев
- 2009 — Правда скрывает ложь — Ковалёв, подполковник МВД
- 2009 — Земля обетованная от Иосифа Сталина (документальный) — Соломон Лозовский
- 2010 — Когда зацветёт багульник — начальник колонии
- 2010 — Черкизона. Одноразовые люди — Михаил
- 2010 — Сердце Марии — Степан Витальевич Бархин
- 2011 — Пандора — бомбила
- 2012 — Без следа (13-я серия) — Глеб Семёнович Харламов, начальник Управления по борьбе с терроризмом и политическим экстремизмом ФСБ
- 2012 — Грач — командир подразделения военной контрразведки
- 2012 — Жизнь и судьба — эпизод
- 2012 — Тёмное царство — Василий
- 2012 — Чехов-GALA (фильм-спектакль) — Лука, («Медведь»)
- 2012 — 2013 — Склифосовский (2 сезон) — Алексей Викторович, полковник полиции
- 2013 — Балабол — Борис Борисович Бенедиктов («Полкан»), главарь бандитской группировки, бывший полковник милиции
- 2013 — Второе дыхание — Андрей Савицкий, анестезиолог
- 2013 — Дурная кровь — следователь
- 2015 — Джуна — врач
- 2015 — Метод — Максим Огнарёв
- 2015 — Саша добрый, Саша злой — Мирский
- 2016 — Анна-детективъ («Пасьянс Коломбины», фильм №17) — Макар Севастьянович Елистратов («Седой», он же «Ласточка»), контрабандист
- 2016 — Екатерина. Взлет — Кирилл Григорьевич Разумовский, граф, президент академии наук
- 2016 — Приглашение на казнь (фильм-спектакль) — бибилиотекарь
- 2019 — Текст — отец Пети
- 2019 — Сторож — отец
- 2020 — Зови меня мамой — эпизод
- 2020 — Текст. Реальность — отец Петра

## Озвучивание
- 2017—2019 — С.О.Б.Е.З. — Кит Борис, Носорог Гегемон